# Louis Lévèque

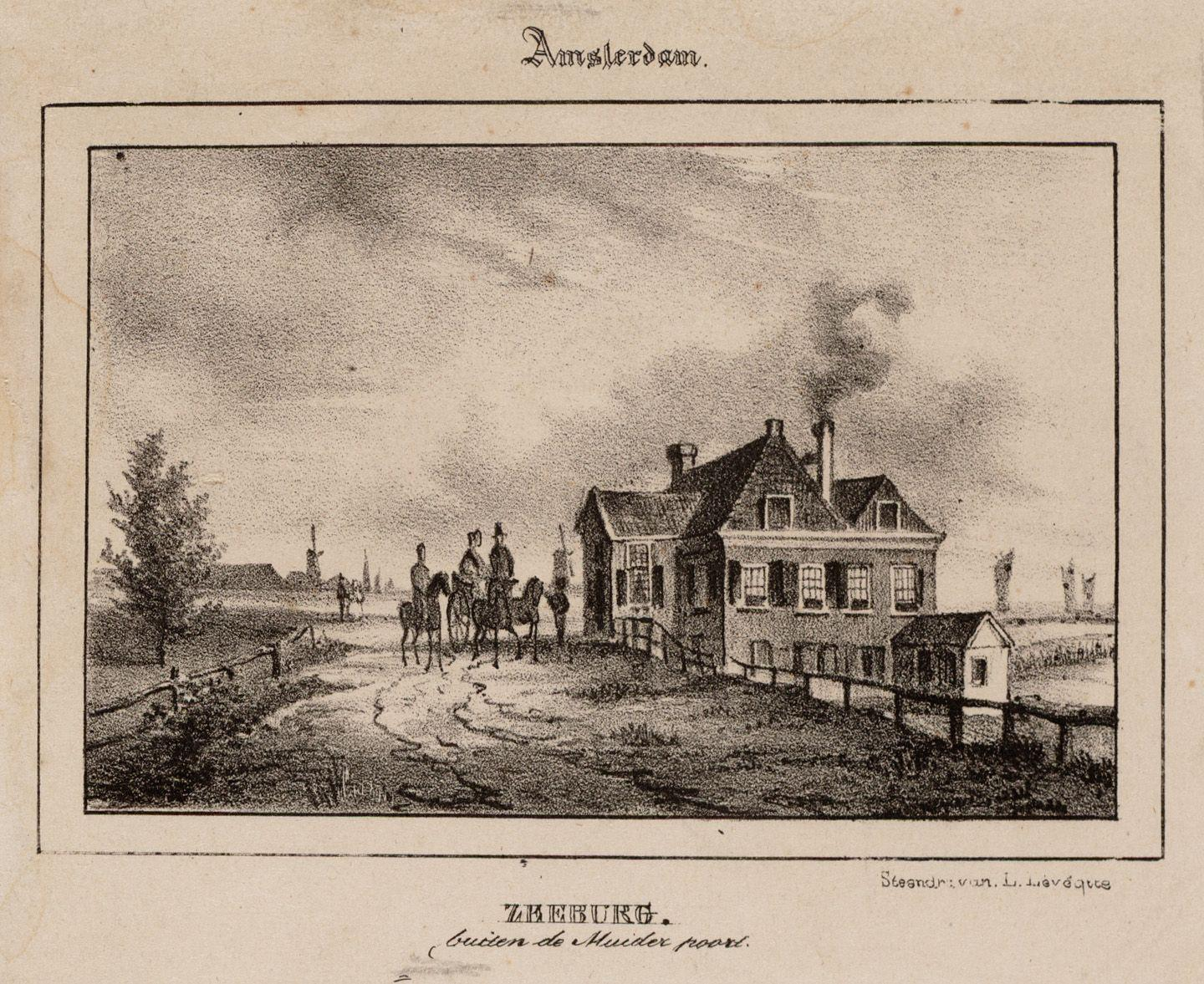
De herberg Zeeburg op de Zeeburgerdijk met in het verschiet links de stad

Louis Lévèque (Amsterdam, 28 juli 1798 – aldaar, 20 mei 1878) was een Nederlandse lithograaf. Naast de lithografie was hij vanuit zijn zaak op de Warmoesstraat 172 in Amsterdam ook actief als drukker, uitgever en papierhandelaar. Er zijn van zijn hand meerdere portretten en stadsgezichten bekend.